# Keith Andrews
Keith Andrews  (Denver, Colorado, 15 de junio de 1920-Indianápolis, Indiana, 15 de mayo de 1957) fue un piloto de carreras estadounidense que compitió en Fórmula 1 entre los años 1955 y 1957. Murió disputando la sesión de prácticas para las 500 Millas de Indianápolis de 1957.

## Resultados

### Fórmula 1
| Año  | Escudería              | 1   | 2   | 3       | 4   | 5   | 6   | 7   | 8   | Pos. | Puntos |
| ---- | ---------------------- | --- | --- | ------- | --- | --- | --- | --- | --- | ---- | ------ |
| 1955 | John McDaniel          | ARG | MON | 500 20  | BEL | NED | GBR | ITA |     | NC   | 0      |
| 1956 | Dunn Engineering       | ARG | MON | 500 26  | BEL | FRA | GBR | GER | ITA | NC   | 0      |
| 1957 | Giuseppe Farina Racing | ARG | MON | 500 DNQ | FRA | GBR | GER | PES | ITA | NC   | 0      |

- [1][2]